# Unicodeblock Arabische mathematische alphanumerische Symbole
Der Unicodeblock Arabische mathematische alphanumerische Symbole (engl. Arabic Mathematical Alphabetic Symbols, U+1EE00 bis U+1EEFF) enthält verschiedene arabische Schriftzeichen zur Nutzung im mathematischen Kontext.
| Unicodenummer    | Zeichen (400 %) | Kategorie                               | Bidirektionale Klasse     | Offizielle Bezeichnung                                  | Beschreibung                                                         |
| ---------------- | --------------- | --------------------------------------- | ------------------------- | ------------------------------------------------------- | -------------------------------------------------------------------- |
| U+1EE00 (126464) | 𞸀               | anderer Buchstabe, Silbe oder Ideogramm | arabischer Buchstabe      | ARABIC MATHEMATICAL ALEF                                | Mathematischer arabischer Buchstabe Alif isolierte Form              |
| U+1EE01 (126465) | 𞸁               | anderer Buchstabe, Silbe oder Ideogramm | arabischer Buchstabe      | ARABIC MATHEMATICAL BEH                                 | Mathematischer arabischer Buchstabe Ba isolierte Form                |
| U+1EE02 (126466) | 𞸂               | anderer Buchstabe, Silbe oder Ideogramm | arabischer Buchstabe      | ARABIC MATHEMATICAL JEEM                                | Mathematischer arabischer Buchstabe Dschim isolierte Form            |
| U+1EE03 (126467) | 𞸃               | anderer Buchstabe, Silbe oder Ideogramm | arabischer Buchstabe      | ARABIC MATHEMATICAL DAL                                 | Mathematischer arabischer Buchstabe Dal isolierte Form               |
| U+1EE05 (126469) | 𞸅               | anderer Buchstabe, Silbe oder Ideogramm | arabischer Buchstabe      | ARABIC MATHEMATICAL WAW                                 | Mathematischer arabischer Buchstabe Waw isolierte Form               |
| U+1EE06 (126470) | 𞸆               | anderer Buchstabe, Silbe oder Ideogramm | arabischer Buchstabe      | ARABIC MATHEMATICAL ZAIN                                | Mathematischer arabischer Buchstabe Zay isolierte Form               |
| U+1EE07 (126471) | 𞸇               | anderer Buchstabe, Silbe oder Ideogramm | arabischer Buchstabe      | ARABIC MATHEMATICAL HAH                                 | Mathematischer arabischer Buchstabe pharyngales Ha isolierte Form    |
| U+1EE08 (126472) | 𞸈               | anderer Buchstabe, Silbe oder Ideogramm | arabischer Buchstabe      | ARABIC MATHEMATICAL TAH                                 | Mathematischer arabischer Buchstabe emphatisches Ta isolierte Form   |
| U+1EE09 (126473) | 𞸉               | anderer Buchstabe, Silbe oder Ideogramm | arabischer Buchstabe      | ARABIC MATHEMATICAL YEH                                 | Mathematischer arabischer Buchstabe Ya isolierte Form                |
| U+1EE0A (126474) | 𞸊               | anderer Buchstabe, Silbe oder Ideogramm | arabischer Buchstabe      | ARABIC MATHEMATICAL KAF                                 | Mathematischer arabischer Buchstabe Kaf isolierte Form               |
| U+1EE0B (126475) | 𞸋               | anderer Buchstabe, Silbe oder Ideogramm | arabischer Buchstabe      | ARABIC MATHEMATICAL LAM                                 | Mathematischer arabischer Buchstabe Lam isolierte Form               |
| U+1EE0C (126476) | 𞸌               | anderer Buchstabe, Silbe oder Ideogramm | arabischer Buchstabe      | ARABIC MATHEMATICAL MEEM                                | Mathematischer arabischer Buchstabe Mim isolierte Form               |
| U+1EE0D (126477) | 𞸍               | anderer Buchstabe, Silbe oder Ideogramm | arabischer Buchstabe      | ARABIC MATHEMATICAL NOON                                | Mathematischer arabischer Buchstabe Nun isolierte Form               |
| U+1EE0E (126478) | 𞸎               | anderer Buchstabe, Silbe oder Ideogramm | arabischer Buchstabe      | ARABIC MATHEMATICAL SEEN                                | Mathematischer arabischer Buchstabe Sin isolierte Form               |
| U+1EE0F (126479) | 𞸏               | anderer Buchstabe, Silbe oder Ideogramm | arabischer Buchstabe      | ARABIC MATHEMATICAL AIN                                 | Mathematischer arabischer Buchstabe Ain isolierte Form               |
| U+1EE10 (126480) | 𞸐               | anderer Buchstabe, Silbe oder Ideogramm | arabischer Buchstabe      | ARABIC MATHEMATICAL FEH                                 | Mathematischer arabischer Buchstabe Fa isolierte Form                |
| U+1EE11 (126481) | 𞸑               | anderer Buchstabe, Silbe oder Ideogramm | arabischer Buchstabe      | ARABIC MATHEMATICAL SAD                                 | Mathematischer arabischer Buchstabe Sad isolierte Form               |
| U+1EE12 (126482) | 𞸒               | anderer Buchstabe, Silbe oder Ideogramm | arabischer Buchstabe      | ARABIC MATHEMATICAL QAF                                 | Mathematischer arabischer Buchstabe Qaf isolierte Form               |
| U+1EE13 (126483) | 𞸓               | anderer Buchstabe, Silbe oder Ideogramm | arabischer Buchstabe      | ARABIC MATHEMATICAL REH                                 | Mathematischer arabischer Buchstabe Ra isolierte Form                |
| U+1EE14 (126484) | 𞸔               | anderer Buchstabe, Silbe oder Ideogramm | arabischer Buchstabe      | ARABIC MATHEMATICAL SHEEN                               | Mathematischer arabischer Buchstabe Schin isolierte Form             |
| U+1EE15 (126485) | 𞸕               | anderer Buchstabe, Silbe oder Ideogramm | arabischer Buchstabe      | ARABIC MATHEMATICAL TEH                                 | Mathematischer arabischer Buchstabe Ta isolierte Form                |
| U+1EE16 (126486) | 𞸖               | anderer Buchstabe, Silbe oder Ideogramm | arabischer Buchstabe      | ARABIC MATHEMATICAL THEH                                | Mathematischer arabischer Buchstabe Tha isolierte Form               |
| U+1EE17 (126487) | 𞸗               | anderer Buchstabe, Silbe oder Ideogramm | arabischer Buchstabe      | ARABIC MATHEMATICAL KHAH                                | Mathematischer arabischer Buchstabe Cha isolierte Form               |
| U+1EE18 (126488) | 𞸘               | anderer Buchstabe, Silbe oder Ideogramm | arabischer Buchstabe      | ARABIC MATHEMATICAL THAL                                | Mathematischer arabischer Buchstabe Dhal isolierte Form              |
| U+1EE19 (126489) | 𞸙               | anderer Buchstabe, Silbe oder Ideogramm | arabischer Buchstabe      | ARABIC MATHEMATICAL DAD                                 | Mathematischer arabischer Buchstabe Dad isolierte Form               |
| U+1EE1A (126490) | 𞸚               | anderer Buchstabe, Silbe oder Ideogramm | arabischer Buchstabe      | ARABIC MATHEMATICAL ZAH                                 | Mathematischer arabischer Buchstabe Za isolierte Form                |
| U+1EE1B (126491) | 𞸛               | anderer Buchstabe, Silbe oder Ideogramm | arabischer Buchstabe      | ARABIC MATHEMATICAL GHAIN                               | Mathematischer arabischer Buchstabe Ghain isolierte Form             |
| U+1EE1C (126492) | 𞸜               | anderer Buchstabe, Silbe oder Ideogramm | arabischer Buchstabe      | ARABIC MATHEMATICAL DOTLESS BEH                         | Mathematischer arabischer Buchstabe punktloses Ba isolierte Form     |
| U+1EE1D (126493) | 𞸝               | anderer Buchstabe, Silbe oder Ideogramm | arabischer Buchstabe      | ARABIC MATHEMATICAL DOTLESS NOON                        | Mathematischer arabischer Buchstabe punktloses Nun isolierte Form    |
| U+1EE1E (126494) | 𞸞               | anderer Buchstabe, Silbe oder Ideogramm | arabischer Buchstabe      | ARABIC MATHEMATICAL DOTLESS FEH                         | Mathematischer arabischer Buchstabe punktloses Fa isolierte Form     |
| U+1EE1F (126495) | 𞸟               | anderer Buchstabe, Silbe oder Ideogramm | arabischer Buchstabe      | ARABIC MATHEMATICAL DOTLESS QAF                         | Mathematischer arabischer Buchstabe punktloses Qaf isolierte Form    |
| U+1EE21 (126497) | 𞸡               | anderer Buchstabe, Silbe oder Ideogramm | arabischer Buchstabe      | ARABIC MATHEMATICAL INITIAL BEH                         | Mathematischer arabischer Buchstabe Ba Initialform                   |
| U+1EE22 (126498) | 𞸢               | anderer Buchstabe, Silbe oder Ideogramm | arabischer Buchstabe      | ARABIC MATHEMATICAL INITIAL JEEM                        | Mathematischer arabischer Buchstabe Dschim Initialform               |
| U+1EE24 (126500) | 𞸤               | anderer Buchstabe, Silbe oder Ideogramm | arabischer Buchstabe      | ARABIC MATHEMATICAL INITIAL HEH                         | Mathematischer arabischer Buchstabe Ha Initialform                   |
| U+1EE27 (126503) | 𞸧               | anderer Buchstabe, Silbe oder Ideogramm | arabischer Buchstabe      | ARABIC MATHEMATICAL INITIAL HAH                         | Mathematischer arabischer Buchstabe pharyngales Ha Initialform       |
| U+1EE29 (126505) | 𞸩               | anderer Buchstabe, Silbe oder Ideogramm | arabischer Buchstabe      | ARABIC MATHEMATICAL INITIAL YEH                         | Mathematischer arabischer Buchstabe Ya Initialform                   |
| U+1EE2A (126506) | 𞸪               | anderer Buchstabe, Silbe oder Ideogramm | arabischer Buchstabe      | ARABIC MATHEMATICAL INITIAL KAF                         | Mathematischer arabischer Buchstabe Kaf Initialform                  |
| U+1EE2B (126507) | 𞸫               | anderer Buchstabe, Silbe oder Ideogramm | arabischer Buchstabe      | ARABIC MATHEMATICAL INITIAL LAM                         | Mathematischer arabischer Buchstabe Lam Initialform                  |
| U+1EE2C (126508) | 𞸬               | anderer Buchstabe, Silbe oder Ideogramm | arabischer Buchstabe      | ARABIC MATHEMATICAL INITIAL MEEM                        | Mathematischer arabischer Buchstabe Mim Initialform                  |
| U+1EE2D (126509) | 𞸭               | anderer Buchstabe, Silbe oder Ideogramm | arabischer Buchstabe      | ARABIC MATHEMATICAL INITIAL NOON                        | Mathematischer arabischer Buchstabe Nun Initialform                  |
| U+1EE2E (126510) | 𞸮               | anderer Buchstabe, Silbe oder Ideogramm | arabischer Buchstabe      | ARABIC MATHEMATICAL INITIAL SEEN                        | Mathematischer arabischer Buchstabe Sin Initialform                  |
| U+1EE2F (126511) | 𞸯               | anderer Buchstabe, Silbe oder Ideogramm | arabischer Buchstabe      | ARABIC MATHEMATICAL INITIAL AIN                         | Mathematischer arabischer Buchstabe Ain Initialform                  |
| U+1EE30 (126512) | 𞸰               | anderer Buchstabe, Silbe oder Ideogramm | arabischer Buchstabe      | ARABIC MATHEMATICAL INITIAL FEH                         | Mathematischer arabischer Buchstabe Fa Initialform                   |
| U+1EE31 (126513) | 𞸱               | anderer Buchstabe, Silbe oder Ideogramm | arabischer Buchstabe      | ARABIC MATHEMATICAL INITIAL SAD                         | Mathematischer arabischer Buchstabe Sad Initialform                  |
| U+1EE32 (126514) | 𞸲               | anderer Buchstabe, Silbe oder Ideogramm | arabischer Buchstabe      | ARABIC MATHEMATICAL INITIAL QAF                         | Mathematischer arabischer Buchstabe Qaf Initialform                  |
| U+1EE34 (126516) | 𞸴               | anderer Buchstabe, Silbe oder Ideogramm | arabischer Buchstabe      | ARABIC MATHEMATICAL INITIAL SHEEN                       | Mathematischer arabischer Buchstabe Schin Initialform                |
| U+1EE35 (126517) | 𞸵               | anderer Buchstabe, Silbe oder Ideogramm | arabischer Buchstabe      | ARABIC MATHEMATICAL INITIAL TEH                         | Mathematischer arabischer Buchstabe Ta Initialform                   |
| U+1EE36 (126518) | 𞸶               | anderer Buchstabe, Silbe oder Ideogramm | arabischer Buchstabe      | ARABIC MATHEMATICAL INITIAL THEH                        | Mathematischer arabischer Buchstabe Tha Initialform                  |
| U+1EE37 (126519) | 𞸷               | anderer Buchstabe, Silbe oder Ideogramm | arabischer Buchstabe      | ARABIC MATHEMATICAL INITIAL KHAH                        | Mathematischer arabischer Buchstabe Cha Initialform                  |
| U+1EE39 (126521) | 𞸹               | anderer Buchstabe, Silbe oder Ideogramm | arabischer Buchstabe      | ARABIC MATHEMATICAL INITIAL DAD                         | Mathematischer arabischer Buchstabe Dad Initialform                  |
| U+1EE3B (126523) | 𞸻               | anderer Buchstabe, Silbe oder Ideogramm | arabischer Buchstabe      | ARABIC MATHEMATICAL INITIAL GHAIN                       | Mathematischer arabischer Buchstabe Ghain Initialform                |
| U+1EE42 (126530) | 𞹂               | anderer Buchstabe, Silbe oder Ideogramm | arabischer Buchstabe      | ARABIC MATHEMATICAL TAILED JEEM                         | Mathematischer arabischer Buchstabe Dschim mit Schwanz               |
| U+1EE47 (126535) | 𞹇               | anderer Buchstabe, Silbe oder Ideogramm | arabischer Buchstabe      | ARABIC MATHEMATICAL TAILED HAH                          | Mathematischer arabischer Buchstabe pharyngales Ha mit Schwanz       |
| U+1EE49 (126537) | 𞹉               | anderer Buchstabe, Silbe oder Ideogramm | arabischer Buchstabe      | ARABIC MATHEMATICAL TAILED YEH                          | Mathematischer arabischer Buchstabe Ya mit Schwanz                   |
| U+1EE4B (126539) | 𞹋               | anderer Buchstabe, Silbe oder Ideogramm | arabischer Buchstabe      | ARABIC MATHEMATICAL TAILED LAM                          | Mathematischer arabischer Buchstabe Lam mit Schwanz                  |
| U+1EE4D (126541) | 𞹍               | anderer Buchstabe, Silbe oder Ideogramm | arabischer Buchstabe      | ARABIC MATHEMATICAL TAILED NOON                         | Mathematischer arabischer Buchstabe Nun mit Schwanz                  |
| U+1EE4E (126542) | 𞹎               | anderer Buchstabe, Silbe oder Ideogramm | arabischer Buchstabe      | ARABIC MATHEMATICAL TAILED SEEN                         | Mathematischer arabischer Buchstabe Sin mit Schwanz                  |
| U+1EE4F (126543) | 𞹏               | anderer Buchstabe, Silbe oder Ideogramm | arabischer Buchstabe      | ARABIC MATHEMATICAL TAILED AIN                          | Mathematischer arabischer Buchstabe Ain mit Schwanz                  |
| U+1EE51 (126545) | 𞹑               | anderer Buchstabe, Silbe oder Ideogramm | arabischer Buchstabe      | ARABIC MATHEMATICAL TAILED SAD                          | Mathematischer arabischer Buchstabe Sad mit Schwanz                  |
| U+1EE52 (126546) | 𞹒               | anderer Buchstabe, Silbe oder Ideogramm | arabischer Buchstabe      | ARABIC MATHEMATICAL TAILED QAF                          | Mathematischer arabischer Buchstabe Qaf mit Schwanz                  |
| U+1EE54 (126548) | 𞹔               | anderer Buchstabe, Silbe oder Ideogramm | arabischer Buchstabe      | ARABIC MATHEMATICAL TAILED SHEEN                        | Mathematischer arabischer Buchstabe Schin mit Schwanz                |
| U+1EE57 (126551) | 𞹗               | anderer Buchstabe, Silbe oder Ideogramm | arabischer Buchstabe      | ARABIC MATHEMATICAL TAILED KHAH                         | Mathematischer arabischer Buchstabe Cha mit Schwanz                  |
| U+1EE59 (126553) | 𞹙               | anderer Buchstabe, Silbe oder Ideogramm | arabischer Buchstabe      | ARABIC MATHEMATICAL TAILED DAD                          | Mathematischer arabischer Buchstabe Dad mit Schwanz                  |
| U+1EE5B (126555) | 𞹛               | anderer Buchstabe, Silbe oder Ideogramm | arabischer Buchstabe      | ARABIC MATHEMATICAL TAILED GHAIN                        | Mathematischer arabischer Buchstabe Ghain mit Schwanz                |
| U+1EE5D (126557) | 𞹝               | anderer Buchstabe, Silbe oder Ideogramm | arabischer Buchstabe      | ARABIC MATHEMATICAL TAILED DOTLESS NOON                 | Mathematischer arabischer Buchstabe punktloses Nun mit Schwanz       |
| U+1EE5F (126559) | 𞹟               | anderer Buchstabe, Silbe oder Ideogramm | arabischer Buchstabe      | ARABIC MATHEMATICAL TAILED DOTLESS QAF                  | Mathematischer arabischer Buchstabe punktloses Qaf mit Schwanz       |
| U+1EE61 (126561) | 𞹡               | anderer Buchstabe, Silbe oder Ideogramm | arabischer Buchstabe      | ARABIC MATHEMATICAL STRETCHED BEH                       | Mathematischer arabischer Buchstabe gestrecktes Ba                   |
| U+1EE62 (126562) | 𞹢               | anderer Buchstabe, Silbe oder Ideogramm | arabischer Buchstabe      | ARABIC MATHEMATICAL STRETCHED JEEM                      | Mathematischer arabischer Buchstabe gestrecktes Dschim               |
| U+1EE64 (126564) | 𞹤               | anderer Buchstabe, Silbe oder Ideogramm | arabischer Buchstabe      | ARABIC MATHEMATICAL STRETCHED HEH                       | Mathematischer arabischer Buchstabe gestrecktes Ha                   |
| U+1EE67 (126567) | 𞹧               | anderer Buchstabe, Silbe oder Ideogramm | arabischer Buchstabe      | ARABIC MATHEMATICAL STRETCHED HAH                       | Mathematischer arabischer Buchstabe gestrecktes pharyngales Ha       |
| U+1EE68 (126568) | 𞹨               | anderer Buchstabe, Silbe oder Ideogramm | arabischer Buchstabe      | ARABIC MATHEMATICAL STRETCHED TAH                       | Mathematischer arabischer Buchstabe gestrecktes emphatisches Ta      |
| U+1EE69 (126569) | 𞹩               | anderer Buchstabe, Silbe oder Ideogramm | arabischer Buchstabe      | ARABIC MATHEMATICAL STRETCHED YEH                       | Mathematischer arabischer Buchstabe gestrecktes Ya                   |
| U+1EE6A (126570) | 𞹪               | anderer Buchstabe, Silbe oder Ideogramm | arabischer Buchstabe      | ARABIC MATHEMATICAL STRETCHED KAF                       | Mathematischer arabischer Buchstabe gestrecktes Kaf                  |
| U+1EE6C (126572) | 𞹬               | anderer Buchstabe, Silbe oder Ideogramm | arabischer Buchstabe      | ARABIC MATHEMATICAL STRETCHED MEEM                      | Mathematischer arabischer Buchstabe gestrecktes Mim                  |
| U+1EE6D (126573) | 𞹭               | anderer Buchstabe, Silbe oder Ideogramm | arabischer Buchstabe      | ARABIC MATHEMATICAL STRETCHED NOON                      | Mathematischer arabischer Buchstabe gestrecktes Nun                  |
| U+1EE6E (126574) | 𞹮               | anderer Buchstabe, Silbe oder Ideogramm | arabischer Buchstabe      | ARABIC MATHEMATICAL STRETCHED SEEN                      | Mathematischer arabischer Buchstabe gestrecktes Sin                  |
| U+1EE6F (126575) | 𞹯               | anderer Buchstabe, Silbe oder Ideogramm | arabischer Buchstabe      | ARABIC MATHEMATICAL STRETCHED AIN                       | Mathematischer arabischer Buchstabe gestrecktes Ain                  |
| U+1EE70 (126576) | 𞹰               | anderer Buchstabe, Silbe oder Ideogramm | arabischer Buchstabe      | ARABIC MATHEMATICAL STRETCHED FEH                       | Mathematischer arabischer Buchstabe gestrecktes Fa                   |
| U+1EE71 (126577) | 𞹱               | anderer Buchstabe, Silbe oder Ideogramm | arabischer Buchstabe      | ARABIC MATHEMATICAL STRETCHED SAD                       | Mathematischer arabischer Buchstabe gestrecktes Sad                  |
| U+1EE72 (126578) | 𞹲               | anderer Buchstabe, Silbe oder Ideogramm | arabischer Buchstabe      | ARABIC MATHEMATICAL STRETCHED QAF                       | Mathematischer arabischer Buchstabe gestrecktes Qaf                  |
| U+1EE74 (126580) | 𞹴               | anderer Buchstabe, Silbe oder Ideogramm | arabischer Buchstabe      | ARABIC MATHEMATICAL STRETCHED SHEEN                     | Mathematischer arabischer Buchstabe gestrecktes Schin                |
| U+1EE75 (126581) | 𞹵               | anderer Buchstabe, Silbe oder Ideogramm | arabischer Buchstabe      | ARABIC MATHEMATICAL STRETCHED TEH                       | Mathematischer arabischer Buchstabe gestrecktes Ta                   |
| U+1EE76 (126582) | 𞹶               | anderer Buchstabe, Silbe oder Ideogramm | arabischer Buchstabe      | ARABIC MATHEMATICAL STRETCHED THEH                      | Mathematischer arabischer Buchstabe gestrecktes Tha                  |
| U+1EE77 (126583) | 𞹷               | anderer Buchstabe, Silbe oder Ideogramm | arabischer Buchstabe      | ARABIC MATHEMATICAL STRETCHED KHAH                      | Mathematischer arabischer Buchstabe gestrecktes Cha                  |
| U+1EE79 (126585) | 𞹹               | anderer Buchstabe, Silbe oder Ideogramm | arabischer Buchstabe      | ARABIC MATHEMATICAL STRETCHED DAD                       | Mathematischer arabischer Buchstabe gestrecktes Dad                  |
| U+1EE7A (126586) | 𞹺               | anderer Buchstabe, Silbe oder Ideogramm | arabischer Buchstabe      | ARABIC MATHEMATICAL STRETCHED ZAH                       | Mathematischer arabischer Buchstabe gestrecktes Za                   |
| U+1EE7B (126587) | 𞹻               | anderer Buchstabe, Silbe oder Ideogramm | arabischer Buchstabe      | ARABIC MATHEMATICAL STRETCHED GHAIN                     | Mathematischer arabischer Buchstabe gestrecktes Ghain                |
| U+1EE7C (126588) | 𞹼               | anderer Buchstabe, Silbe oder Ideogramm | arabischer Buchstabe      | ARABIC MATHEMATICAL STRETCHED DOTLESS BEH               | Mathematischer arabischer Buchstabe gestrecktes punktloses Ba        |
| U+1EE7E (126590) | 𞹾               | anderer Buchstabe, Silbe oder Ideogramm | arabischer Buchstabe      | ARABIC MATHEMATICAL STRETCHED DOTLESS FEH               | Mathematischer arabischer Buchstabe gestrecktes punktloses Fa        |
| U+1EE80 (126592) | 𞺀               | anderer Buchstabe, Silbe oder Ideogramm | arabischer Buchstabe      | ARABIC MATHEMATICAL LOOPED ALEF                         | Mathematischer arabischer Buchstabe Alif mit Schleife                |
| U+1EE81 (126593) | 𞺁               | anderer Buchstabe, Silbe oder Ideogramm | arabischer Buchstabe      | ARABIC MATHEMATICAL LOOPED BEH                          | Mathematischer arabischer Buchstabe Ba mit Schleife                  |
| U+1EE82 (126594) | 𞺂               | anderer Buchstabe, Silbe oder Ideogramm | arabischer Buchstabe      | ARABIC MATHEMATICAL LOOPED JEEM                         | Mathematischer arabischer Buchstabe Dschim mit Schleife              |
| U+1EE83 (126595) | 𞺃               | anderer Buchstabe, Silbe oder Ideogramm | arabischer Buchstabe      | ARABIC MATHEMATICAL LOOPED DAL                          | Mathematischer arabischer Buchstabe Dal mit Schleife                 |
| U+1EE84 (126596) | 𞺄               | anderer Buchstabe, Silbe oder Ideogramm | arabischer Buchstabe      | ARABIC MATHEMATICAL LOOPED HEH                          | Mathematischer arabischer Buchstabe Ha mit Schleife                  |
| U+1EE85 (126597) | 𞺅               | anderer Buchstabe, Silbe oder Ideogramm | arabischer Buchstabe      | ARABIC MATHEMATICAL LOOPED WAW                          | Mathematischer arabischer Buchstabe Waw mit Schleife                 |
| U+1EE86 (126598) | 𞺆               | anderer Buchstabe, Silbe oder Ideogramm | arabischer Buchstabe      | ARABIC MATHEMATICAL LOOPED ZAIN                         | Mathematischer arabischer Buchstabe Zay mit Schleife                 |
| U+1EE87 (126599) | 𞺇               | anderer Buchstabe, Silbe oder Ideogramm | arabischer Buchstabe      | ARABIC MATHEMATICAL LOOPED HAH                          | Mathematischer arabischer Buchstabe pharyngales Ha mit Schleife      |
| U+1EE88 (126600) | 𞺈               | anderer Buchstabe, Silbe oder Ideogramm | arabischer Buchstabe      | ARABIC MATHEMATICAL LOOPED TAH                          | Mathematischer arabischer Buchstabe emphatisches Ta mit Schleife     |
| U+1EE89 (126601) | 𞺉               | anderer Buchstabe, Silbe oder Ideogramm | arabischer Buchstabe      | ARABIC MATHEMATICAL LOOPED YEH                          | Mathematischer arabischer Buchstabe Ya mit Schleife                  |
| U+1EE8B (126603) | 𞺋               | anderer Buchstabe, Silbe oder Ideogramm | arabischer Buchstabe      | ARABIC MATHEMATICAL LOOPED LAM                          | Mathematischer arabischer Buchstabe Lam mit Schleife                 |
| U+1EE8C (126604) | 𞺌               | anderer Buchstabe, Silbe oder Ideogramm | arabischer Buchstabe      | ARABIC MATHEMATICAL LOOPED MEEM                         | Mathematischer arabischer Buchstabe Mim mit Schleife                 |
| U+1EE8D (126605) | 𞺍               | anderer Buchstabe, Silbe oder Ideogramm | arabischer Buchstabe      | ARABIC MATHEMATICAL LOOPED NOON                         | Mathematischer arabischer Buchstabe Nun mit Schleife                 |
| U+1EE8E (126606) | 𞺎               | anderer Buchstabe, Silbe oder Ideogramm | arabischer Buchstabe      | ARABIC MATHEMATICAL LOOPED SEEN                         | Mathematischer arabischer Buchstabe Sin mit Schleife                 |
| U+1EE8F (126607) | 𞺏               | anderer Buchstabe, Silbe oder Ideogramm | arabischer Buchstabe      | ARABIC MATHEMATICAL LOOPED AIN                          | Mathematischer arabischer Buchstabe Ain mit Schleife                 |
| U+1EE90 (126608) | 𞺐               | anderer Buchstabe, Silbe oder Ideogramm | arabischer Buchstabe      | ARABIC MATHEMATICAL LOOPED FEH                          | Mathematischer arabischer Buchstabe Fa mit Schleife                  |
| U+1EE91 (126609) | 𞺑               | anderer Buchstabe, Silbe oder Ideogramm | arabischer Buchstabe      | ARABIC MATHEMATICAL LOOPED SAD                          | Mathematischer arabischer Buchstabe Sad mit Schleife                 |
| U+1EE92 (126610) | 𞺒               | anderer Buchstabe, Silbe oder Ideogramm | arabischer Buchstabe      | ARABIC MATHEMATICAL LOOPED QAF                          | Mathematischer arabischer Buchstabe Qaf mit Schleife                 |
| U+1EE93 (126611) | 𞺓               | anderer Buchstabe, Silbe oder Ideogramm | arabischer Buchstabe      | ARABIC MATHEMATICAL LOOPED REH                          | Mathematischer arabischer Buchstabe Ra mit Schleife                  |
| U+1EE94 (126612) | 𞺔               | anderer Buchstabe, Silbe oder Ideogramm | arabischer Buchstabe      | ARABIC MATHEMATICAL LOOPED SHEEN                        | Mathematischer arabischer Buchstabe Schin mit Schleife               |
| U+1EE95 (126613) | 𞺕               | anderer Buchstabe, Silbe oder Ideogramm | arabischer Buchstabe      | ARABIC MATHEMATICAL LOOPED TEH                          | Mathematischer arabischer Buchstabe Ta mit Schleife                  |
| U+1EE96 (126614) | 𞺖               | anderer Buchstabe, Silbe oder Ideogramm | arabischer Buchstabe      | ARABIC MATHEMATICAL LOOPED THEH                         | Mathematischer arabischer Buchstabe Tha mit Schleife                 |
| U+1EE97 (126615) | 𞺗               | anderer Buchstabe, Silbe oder Ideogramm | arabischer Buchstabe      | ARABIC MATHEMATICAL LOOPED KHAH                         | Mathematischer arabischer Buchstabe Cha mit Schleife                 |
| U+1EE98 (126616) | 𞺘               | anderer Buchstabe, Silbe oder Ideogramm | arabischer Buchstabe      | ARABIC MATHEMATICAL LOOPED THAL                         | Mathematischer arabischer Buchstabe Dhal mit Schleife                |
| U+1EE99 (126617) | 𞺙               | anderer Buchstabe, Silbe oder Ideogramm | arabischer Buchstabe      | ARABIC MATHEMATICAL LOOPED DAD                          | Mathematischer arabischer Buchstabe Dad mit Schleife                 |
| U+1EE9A (126618) | 𞺚               | anderer Buchstabe, Silbe oder Ideogramm | arabischer Buchstabe      | ARABIC MATHEMATICAL LOOPED ZAH                          | Mathematischer arabischer Buchstabe Za mit Schleife                  |
| U+1EE9B (126619) | 𞺛               | anderer Buchstabe, Silbe oder Ideogramm | arabischer Buchstabe      | ARABIC MATHEMATICAL LOOPED GHAIN                        | Mathematischer arabischer Buchstabe Ghain mit Schleife               |
| U+1EEA1 (126625) | 𞺡               | anderer Buchstabe, Silbe oder Ideogramm | arabischer Buchstabe      | ARABIC MATHEMATICAL DOUBLE-STRUCK BEH                   | Mathematischer arabischer Buchstabe Ba mit Doppelstrich              |
| U+1EEA2 (126626) | 𞺢               | anderer Buchstabe, Silbe oder Ideogramm | arabischer Buchstabe      | ARABIC MATHEMATICAL DOUBLE-STRUCK JEEM                  | Mathematischer arabischer Buchstabe Dschim mit Doppelstrich          |
| U+1EEA3 (126627) | 𞺣               | anderer Buchstabe, Silbe oder Ideogramm | arabischer Buchstabe      | ARABIC MATHEMATICAL DOUBLE-STRUCK DAL                   | Mathematischer arabischer Buchstabe Dal mit Doppelstrich             |
| U+1EEA5 (126629) | 𞺥               | anderer Buchstabe, Silbe oder Ideogramm | arabischer Buchstabe      | ARABIC MATHEMATICAL DOUBLE-STRUCK WAW                   | Mathematischer arabischer Buchstabe Waw mit Doppelstrich             |
| U+1EEA6 (126630) | 𞺦               | anderer Buchstabe, Silbe oder Ideogramm | arabischer Buchstabe      | ARABIC MATHEMATICAL DOUBLE-STRUCK ZAIN                  | Mathematischer arabischer Buchstabe Zay mit Doppelstrich             |
| U+1EEA7 (126631) | 𞺧               | anderer Buchstabe, Silbe oder Ideogramm | arabischer Buchstabe      | ARABIC MATHEMATICAL DOUBLE-STRUCK HAH                   | Mathematischer arabischer Buchstabe pharyngales Ha mit Doppelstrich  |
| U+1EEA8 (126632) | 𞺨               | anderer Buchstabe, Silbe oder Ideogramm | arabischer Buchstabe      | ARABIC MATHEMATICAL DOUBLE-STRUCK TAH                   | Mathematischer arabischer Buchstabe emphatisches Ta mit Doppelstrich |
| U+1EEA9 (126633) | 𞺩               | anderer Buchstabe, Silbe oder Ideogramm | arabischer Buchstabe      | ARABIC MATHEMATICAL DOUBLE-STRUCK YEH                   | Mathematischer arabischer Buchstabe Ya mit Doppelstrich              |
| U+1EEAB (126635) | 𞺫               | anderer Buchstabe, Silbe oder Ideogramm | arabischer Buchstabe      | ARABIC MATHEMATICAL DOUBLE-STRUCK LAM                   | Mathematischer arabischer Buchstabe Lam mit Doppelstrich             |
| U+1EEAC (126636) | 𞺬               | anderer Buchstabe, Silbe oder Ideogramm | arabischer Buchstabe      | ARABIC MATHEMATICAL DOUBLE-STRUCK MEEM                  | Mathematischer arabischer Buchstabe Mim mit Doppelstrich             |
| U+1EEAD (126637) | 𞺭               | anderer Buchstabe, Silbe oder Ideogramm | arabischer Buchstabe      | ARABIC MATHEMATICAL DOUBLE-STRUCK NOON                  | Mathematischer arabischer Buchstabe Nun mit Doppelstrich             |
| U+1EEAE (126638) | 𞺮               | anderer Buchstabe, Silbe oder Ideogramm | arabischer Buchstabe      | ARABIC MATHEMATICAL DOUBLE-STRUCK SEEN                  | Mathematischer arabischer Buchstabe Sin mit Doppelstrich             |
| U+1EEAF (126639) | 𞺯               | anderer Buchstabe, Silbe oder Ideogramm | arabischer Buchstabe      | ARABIC MATHEMATICAL DOUBLE-STRUCK AIN                   | Mathematischer arabischer Buchstabe Ain mit Doppelstrich             |
| U+1EEB0 (126640) | 𞺰               | anderer Buchstabe, Silbe oder Ideogramm | arabischer Buchstabe      | ARABIC MATHEMATICAL DOUBLE-STRUCK FEH                   | Mathematischer arabischer Buchstabe Fa mit Doppelstrich              |
| U+1EEB1 (126641) | 𞺱               | anderer Buchstabe, Silbe oder Ideogramm | arabischer Buchstabe      | ARABIC MATHEMATICAL DOUBLE-STRUCK SAD                   | Mathematischer arabischer Buchstabe Sad mit Doppelstrich             |
| U+1EEB2 (126642) | 𞺲               | anderer Buchstabe, Silbe oder Ideogramm | arabischer Buchstabe      | ARABIC MATHEMATICAL DOUBLE-STRUCK QAF                   | Mathematischer arabischer Buchstabe Qaf mit Doppelstrich             |
| U+1EEB3 (126643) | 𞺳               | anderer Buchstabe, Silbe oder Ideogramm | arabischer Buchstabe      | ARABIC MATHEMATICAL DOUBLE-STRUCK REH                   | Mathematischer arabischer Buchstabe Ra mit Doppelstrich              |
| U+1EEB4 (126644) | 𞺴               | anderer Buchstabe, Silbe oder Ideogramm | arabischer Buchstabe      | ARABIC MATHEMATICAL DOUBLE-STRUCK SHEEN                 | Mathematischer arabischer Buchstabe Schin mit Doppelstrich           |
| U+1EEB5 (126645) | 𞺵               | anderer Buchstabe, Silbe oder Ideogramm | arabischer Buchstabe      | ARABIC MATHEMATICAL DOUBLE-STRUCK TEH                   | Mathematischer arabischer Buchstabe Ta mit Doppelstrich              |
| U+1EEB6 (126646) | 𞺶               | anderer Buchstabe, Silbe oder Ideogramm | arabischer Buchstabe      | ARABIC MATHEMATICAL DOUBLE-STRUCK THEH                  | Mathematischer arabischer Buchstabe Tha mit Doppelstrich             |
| U+1EEB7 (126647) | 𞺷               | anderer Buchstabe, Silbe oder Ideogramm | arabischer Buchstabe      | ARABIC MATHEMATICAL DOUBLE-STRUCK KHAH                  | Mathematischer arabischer Buchstabe Cha mit Doppelstrich             |
| U+1EEB8 (126648) | 𞺸               | anderer Buchstabe, Silbe oder Ideogramm | arabischer Buchstabe      | ARABIC MATHEMATICAL DOUBLE-STRUCK THAL                  | Mathematischer arabischer Buchstabe Dhal mit Doppelstrich            |
| U+1EEB9 (126649) | 𞺹               | anderer Buchstabe, Silbe oder Ideogramm | arabischer Buchstabe      | ARABIC MATHEMATICAL DOUBLE-STRUCK DAD                   | Mathematischer arabischer Buchstabe Dad mit Doppelstrich             |
| U+1EEBA (126650) | 𞺺               | anderer Buchstabe, Silbe oder Ideogramm | arabischer Buchstabe      | ARABIC MATHEMATICAL DOUBLE-STRUCK ZAH                   | Mathematischer arabischer Buchstabe Za mit Doppelstrich              |
| U+1EEBB (126651) | 𞺻               | anderer Buchstabe, Silbe oder Ideogramm | arabischer Buchstabe      | ARABIC MATHEMATICAL DOUBLE-STRUCK GHAIN                 | Mathematischer arabischer Buchstabe Ghain mit Doppelstrich           |
| U+1EEF0 (126704) | 𞻰               | mathematisches Symbol                   | anderes neutrales Zeichen | ARABIC MATHEMATICAL OPERATOR MEEM WITH HAH WITH TATWEEL | Mathematischer arabischer Operator Mim, pharyngales Ha und Kaschida  |
| U+1EEF1 (126705) | 𞻱               | mathematisches Symbol                   | anderes neutrales Zeichen | ARABIC MATHEMATICAL OPERATOR HAH WITH DAL               | Mathematischer arabischer Operator pharyngales Ha und Dal            |